# (17673) Houkidaisen
(17673) Houkidaisen (1996 XL32) – planetoida z pasa głównego asteroid okrążająca Słońce w ciągu 5,51 lat w średniej odległości 3,12 j.a. Odkryta 15 grudnia 1996 roku.